# Predrag Savović
Predrag Savovic  es un exjugador de baloncesto serbio, que ocupaba la posición de escolta. Nació el 21 de mayo de 1976, en Pula, Croacia. 
Desde 2017 es gerente del Basket Zaragoza (Tecnyconta), club de baloncesto de la Liga ACB española.

## Clubes
- Partizan Belgrado (1993-1995)
- KK Beovuk 72 (1995-1996)
- Iva Zorka Pharma Sabac (1996-1997)
- University of Alabama-Birmingham (1997-1998)
- Hawaii University (1999-2002)
- Denver Nuggets (2002-2003)
- Spirou Charleroi (2003-2004)
- Bilbao Basket (2004-2009)

## Palmarés
- 1993-94 Copa de Yugoslavia. Partizan Belgrado.
- 2000-01 y 2001-02 Torneo WAC. Hawaii University.
- 2003-04 BLB. BEL. Spirou Charleroi.